# Реформатская церковь (Кедайняй)
Реформатская церковь — евангелическо-реформатская церковь в городе Кедайняй (Кейданы) в Литве. Памятник представляет собой синтез архитектуры эпохи Возрождения и барокко. Заложена в 1629 году Христофором Радзивиллом, строительство было завершено в 1652 году при его сыне Януше Радзивилле.

## Архитектура
Здание в плане прямоугольное, без алтарных апсид, перекрыто двускатной крышей. Восточный фасад окаймлен цилиндрическими башнями той же высоты, и еще 2 башни встроены в углы западной части храма. Фасады разделены пилястрами, а восточные — контрфорсами на отдельные пролеты, которые соединены арочными перемычками и образуют на фасадах равномерную ренессансную аркаду. В промежутках между пилястрами на боковых фасадах имелись окна. Кроме окон, торцевые фасады украшены полукруглыми нишами. Архитектурное решение фасадов обогащено сандриками над окнами и нишами. Главный и восточный фасады заканчиваются треугольными фронтонами, в центрах которых сделаны круглые окна для освещения мансарды. На западном фасаде в храм ведут 3 дверных проема, еще один вход находился на восточном фасаде (ныне замурован).

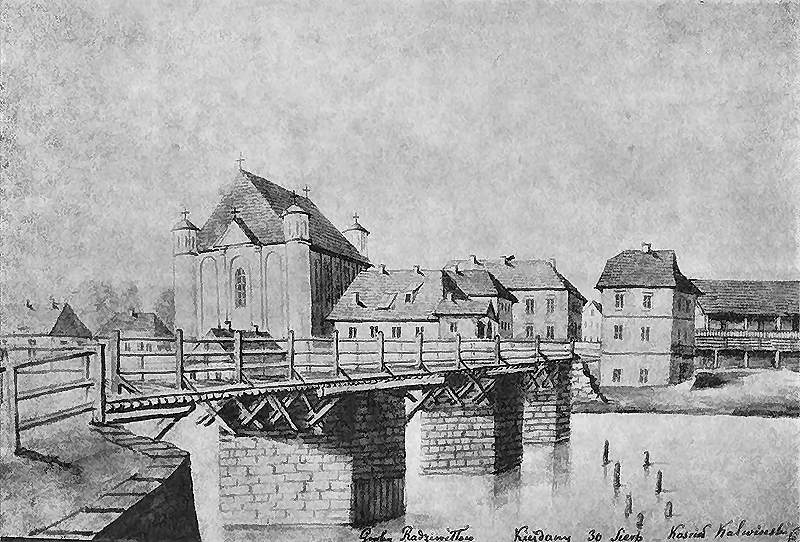
Кейданы на рисунке Наполеона Орды. XIX век
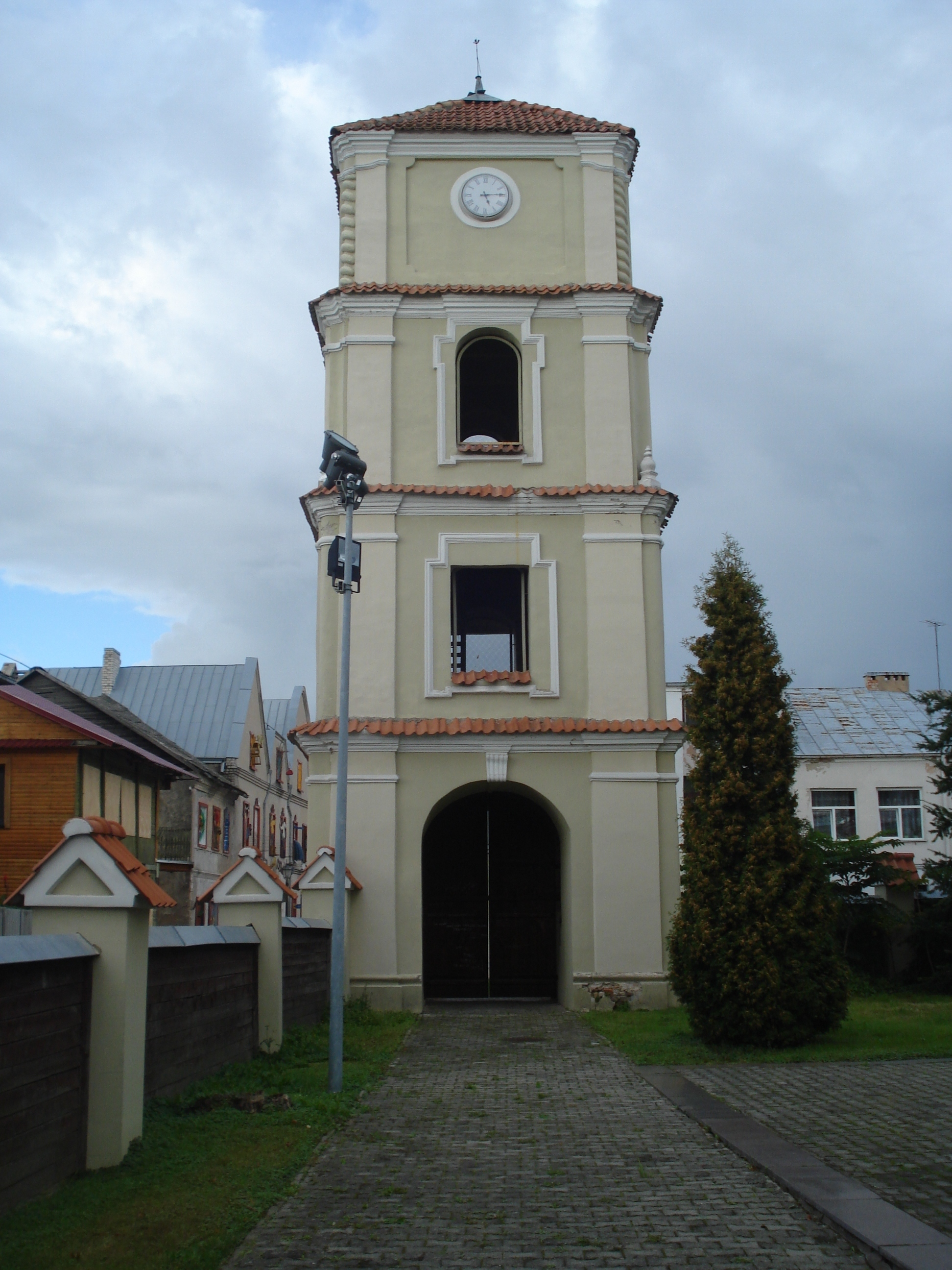
Колокольня
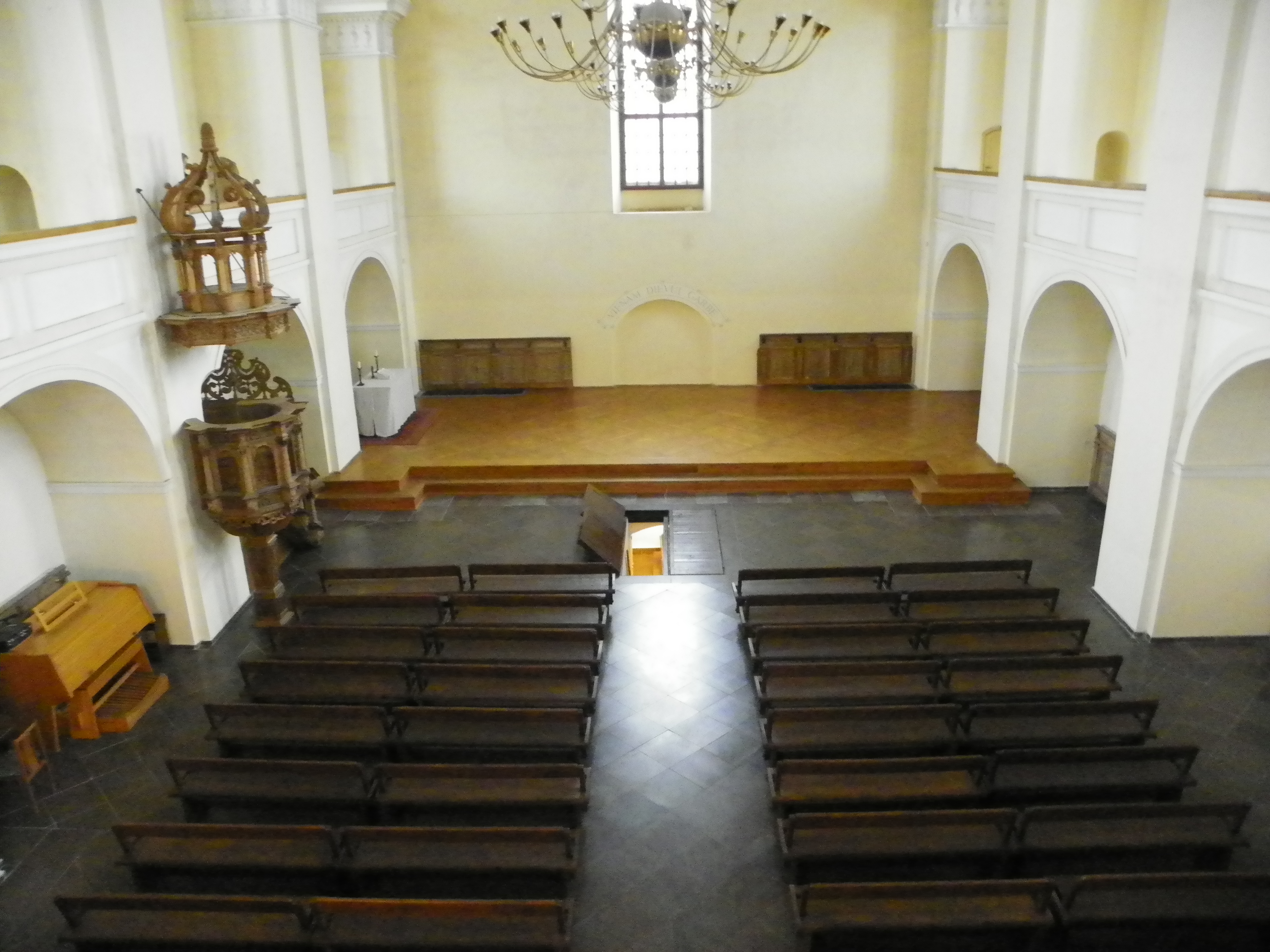
Интерьер храма

Над входом устроены хоры, которые опираются на 2 столба крестообразного плана. Неф перекрыт цилиндрическим сводом с опалубкой. Своды в притворе крестовые. Несущие столбы прикреплены к боковым стенам и соединены на концах полукруглыми арками, украшенными капителями с растительным орнаментом. Слева, в восточной части, находится кафедра ренессансной формы, украшенная растительным орнаментом. Напротив главного входа, у торцевой стены, находится небольшой алтарь. Памятник представляет собой синтез архитектуры эпохи Возрождения и барокко.

В крипте храма захоронены виленский воевода и великий гетман литовский Христофор Радзивилл (1585-1640) и его дети: виленский воевода и великий гетман литовский Януш (1612-1655), Елизавета (1622-1626), Юрий (1616-1617), Николай (1610-1611), Стефан (1624-1624).

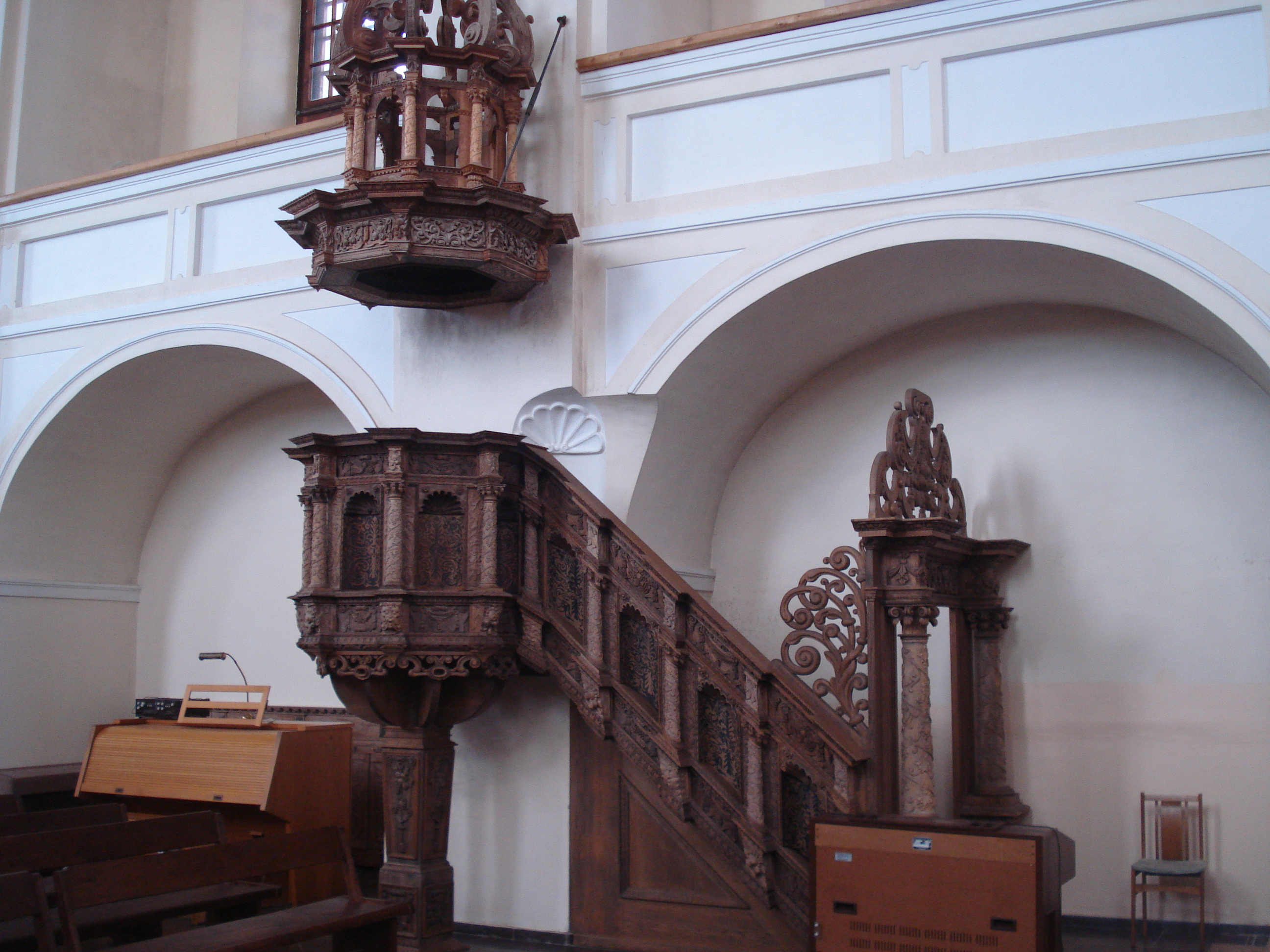
Резная кафедра
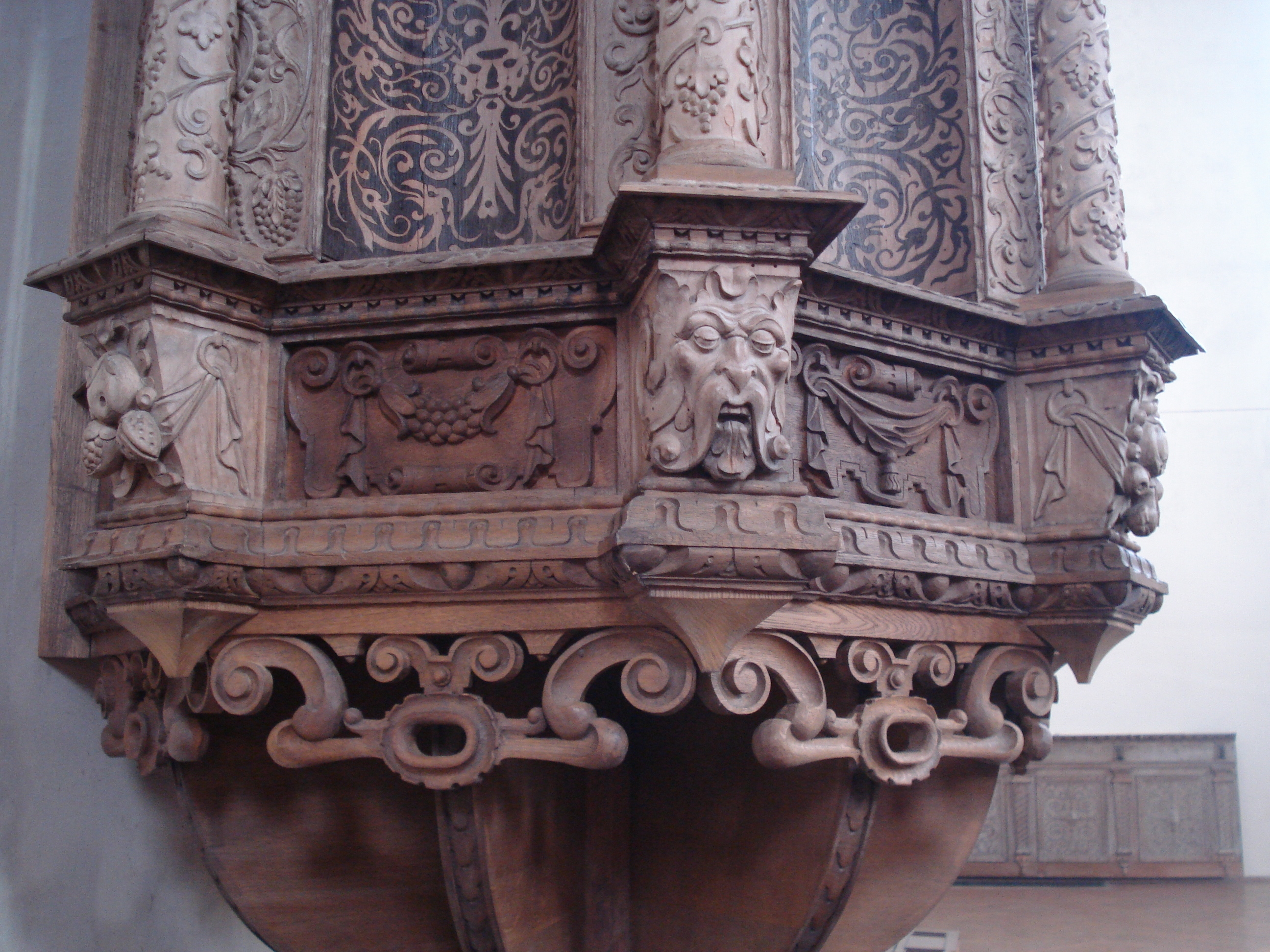
Фрагмент кафедры
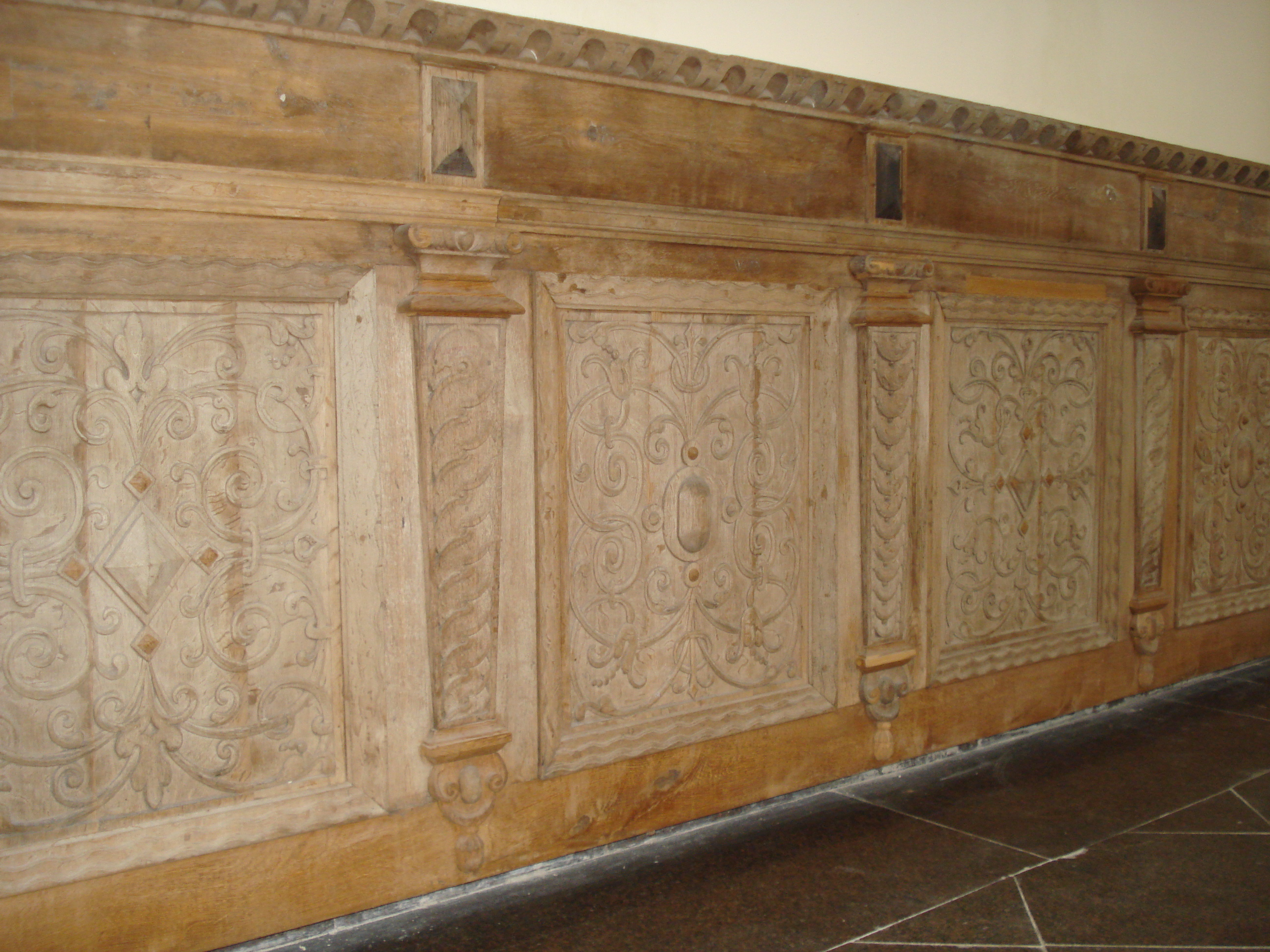
Резные дубовые панели
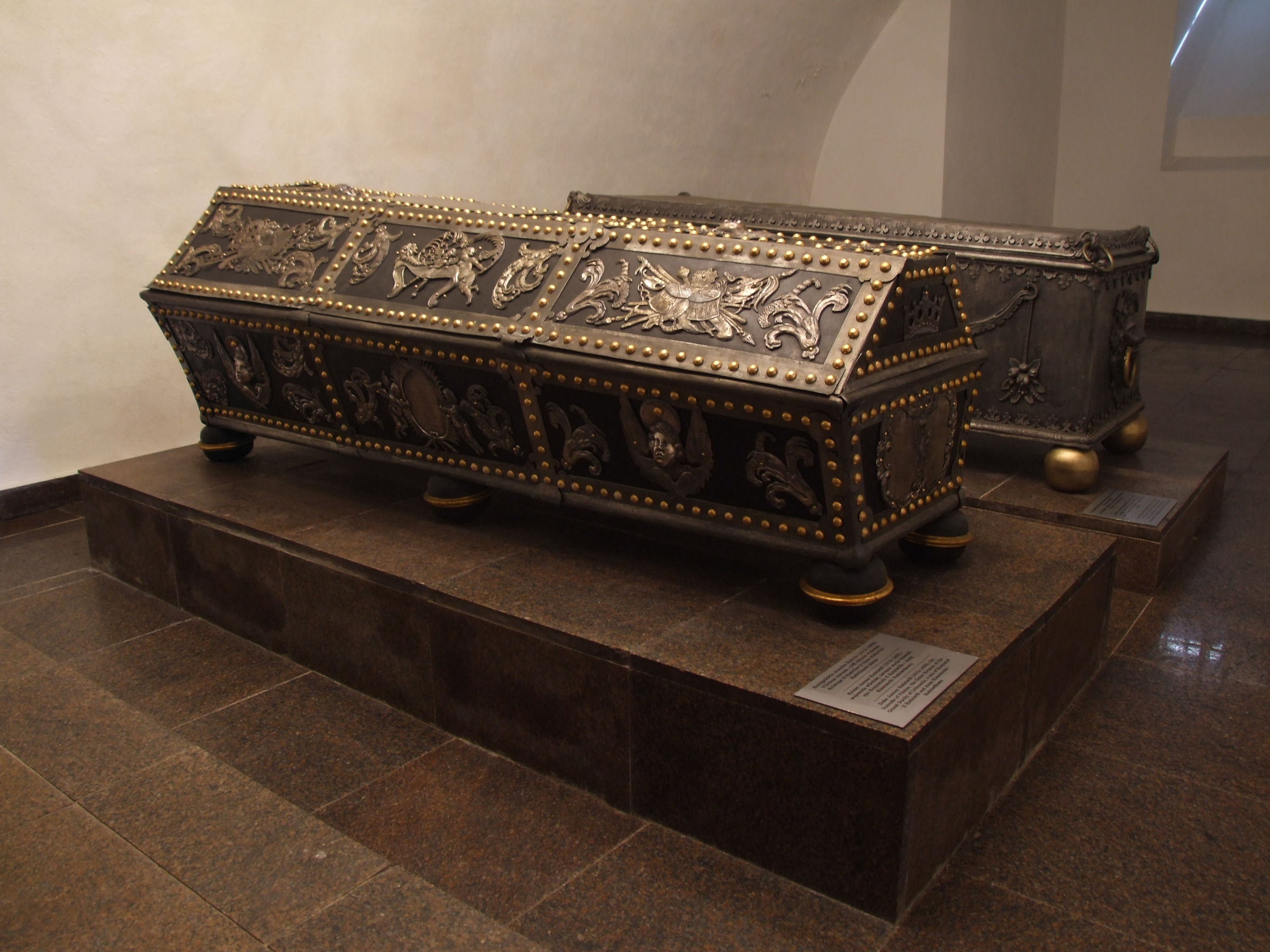
Саркофаги Радзивиллов